# 2 Berliński Pułk Zmechanizowany
2 Berliński Pułk Zmechanizowany im. chor. Józefa Paczkowskiego (2 pz) – oddział Wojsk Zmechanizowanych Sił Zbrojnych PRL.
Wchodził w skład 1 Warszawskiej Dywizji Zmechanizowanej im. Tadeusza Kościuszki.
Stacjonował w garnizonie Skierniewice.
Rozformowany w 1990. Jego numer i nazwę podstawową przejął reorganizujący się 11 pułk czołgów z Giżycka, przekształcając się w  2 Giżycki pułk zmechanizowany.

## Skład  (lata 80. XX w)

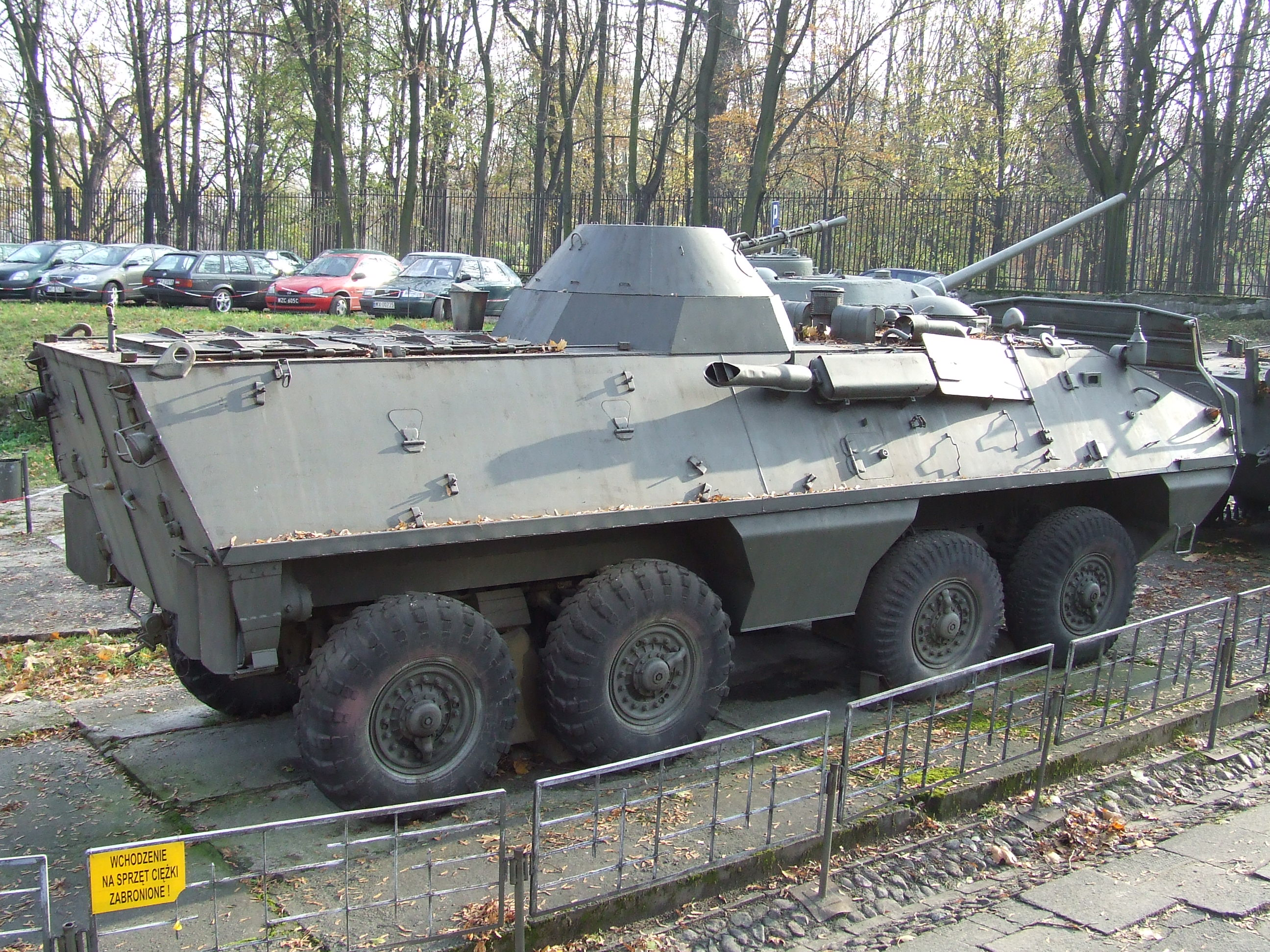
Podstawowy transporter pułku SKOT 2A

- Dowództwo i  sztab
  - 3 x bataliony zmechanizowane[a]
    - 3 x kompanie zmechanizowane
    - bateria moździerzy 120mm
    - pluton plot
    - pluton łączności

  - batalion czołgów
    - 3 kompanie czołgów
    - pluton łączności

  - kompania rozpoznawcza
  - bateria haubic 122mm
  - bateria ppanc
  - kompania saperów
  - bateria plot
  - kompania łączności
  - kompania zaopatrzenia
  - kompania remontowa
  - kompania medyczna
  - pluton chemiczny
  - pluton ochrony i regulacji ruchu